# José Manuel Losada

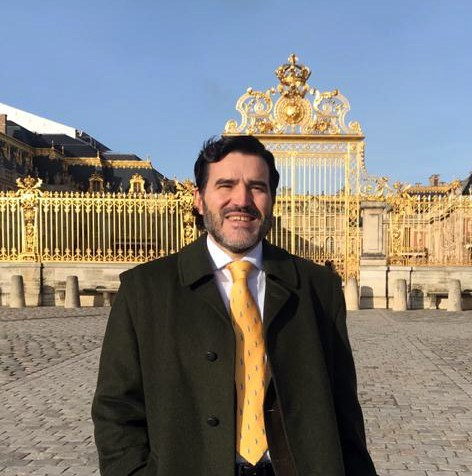
José Manuel Losada

José Manuel Losada (* 1962) ist ordentlicher Professor an der Universidad Complutense de Madrid und Literaturwissenschaftler. Seine Spezialgebiete, in denen er zahlreiche Bücher auf Spanisch, Englisch und Französisch verfasst bzw. herausgegeben hat, sind die Mythokritik und die Vergleichende Literaturwissenschaft.

## Akademische Laufbahn
Losada erhielt seinen Doktorgrad 1990 an der Sorbonne und ist habilitiert als Forschungsdirektor (HDR) an der Université de Nancy II. Er war als Visiting Scholar an der Harvard University tätig und ist Mitglied des SCR des St John’s College der University of Oxford. Des Weiteren war er Gastprofessor an der Université de Montréal und Senior Fellow an der Durham University. Er hat als Assistenzprofessor an der Universität von Navarra (Universidad de Navarra) gelehrt und PostDoc-Seminare an den Universitäten von Jerusalem, Montpellier, Münster, München, Valencia und Karthago geleitet. Seit 1993 lehrt er an der Universidad Complutense de Madrid Französische Literatur, Vergleichende Literaturwissenschaft und Religionswissenschaften.
Losada ist Gründer und Herausgeber der wissenschaftlichen Fachzeitschrift Amaltea, revista de mitocrítica, die sich mit der Erforschung der Rezeption antiker, mittelalterlicher und moderner Mythen in Literatur und zeitgenössischer Kunst beschäftigt. Darüber hinaus ist er Gründer und Vorsitzender von Asteria, asociación internacional de mitocrítica, einer gemeinnützigen internationalen kulturellen Vereinigung, deren Hauptanliegen es ist, die Erforschung von Mythen in Literatur und zeitgenössischer Kunst zu fördern.
Außerdem ist Losada Begründer und akademischer Leiter der Forschungsgruppe Acis, grupo de investigación de mitocrítica, in der er zahlreiche Dozenten sowie Doktoranden zusammengeführt hat, die ein gemeinsames Interesse haben am Studium und der Erforschung von Mythen in der Gegenwart im Rahmen einer interdisziplinären Herangehensweise. Er ist wissenschaftlicher Direktor mehrerer Forschungsprojekte im Bereich der Mythokritik. Unterstützt durch die Mitarbeitenden an diesen Projekten hat Losada zahlreiche internationale Kongresse organisiert und geleitet populärwissenschaftliche Veranstaltungen (“Paseos mitológicos” – Mythologische Spaziergänge – im Rahmen der Semana de la Ciencia de Madrid) durchgeführt und Wettbewerbe für plastische und mythologische Kunstwerke ins Leben gerufen.
Unter seinen wissenschaftlichen Veröffentlichungen befinden sich zwanzig Bücher und ca. zweihundert Aufsätze, die in einschlägigen Sammelbänden und renommierten Fachzeitschriften publiziert wurden.

## Kulturelle Mythokritik
Losada definiert den Begriff Mythos wie folgt:

„Der Mythos ist eine erklärende, symbolische und dynamische Erzählung eines oder mehrerer außerordentlicher persönlicher Ereignisse mit transzendentaler Bedeutung, die auf keinen historischen Beleg verweisen können. Der Mythos setzt sich zusammen aus einer Reihe invariabler Bestandteile, die sich auf Themen zurückführen lassen und die einer Krise ausgesetzt sind. Er weist einen konfliktreichen, emotionalen, funktionalen und rituellen Charakter auf und verweist immer auf eine absolute, einzigartige oder universelle Kosmogonie bzw. Eschatologie.“

Die Mythokritik (der Begriff wurde von Gilbert Durand geprägt) ist die Erforschung der Mythen. Losadas wichtigster literaturwissenschaftlicher Beitrag besteht in diesem Zusammenhang in der Aktualisierung der Hermeneutik und Methodik dieser Studien im Rahmen der „kulturellen Mythokritik“.
Die kulturelle Mythokritik legt besonderen Wert auf die übernatürliche sakrale Transzendenz des Mythos.
Losada stellt in zahlreichen Veröffentlichungen die Unterschiede dar zwischen dieser Transzendenz und jener, die in ähnlichen imaginären Erzählungen (Phantasie, Science-Fiction und Esoterik) zu finden ist. Darüber hinaus grenzt er sich dezidiert von Herangehensweisen an den Mythos ab, die nicht ganzheitlich sind oder die den Mythos verzerren (als Ausdruck psychoanalytischer Komplexe oder sozialer Verformungen: Freud, Barthes usw.). Ein Mythos ist nur dann vorhanden, wenn in einem belletristischen Werk zwei Figuren in Kontakt treten, von denen eine aus der übernatürlichen göttlich-sakralen Welt und die andere aus der natürlichen Welt stammt.
Diese Hermeneutik („der Mythos als Objekt“, seine „Wertung“ in der Kultur und in der Textinterpretation) ermöglicht es Losada, reduktionistische Herangehensweisen an den Mythos zu vermeiden. In diesem Sinne ist Losada davon überzeugt, dass die willkürliche Einbeziehung einer Reihe von Faktoren, die unsere aktuelle westliche Gesellschaft prägen (die soziale und technische Globalisierung, die „dóxa“ des demokratischen und konsumistischen Relativismus sowie die Logik der vitalen und reflexiven Immanenz), für den Orientierungsverlust unter den Kritikern, die sich dem Mythos annähern, verantwortlich ist. Losada, der sich der aktuellen Umstände natürlich bewusst ist und sich diesen auch gerne stellt, hält es für angebracht, die genannten Faktoren als Referenz- und Kontrastpunkte im Rahmen einer wahrhaft akademischen Analyse des Mythos heranzuziehen. Ohne die in der Vergangenheit gemachten Fortschritte aus den Augen zu verlieren, entwickelt diese neue Mythokritik eine Erkenntnistheorie, die es erlaubt, eine imaginäre und globale Wirklichkeit zu erfassen und zu erklären und somit ein tieferes Verständnis der authentischen Aussage der Mythen in der Kultur der Gegenwart zu erreichen. Die Mythokritik als Wissensgebiet baut hauptsächlich auf folgenden von Losada zu Grunde gelegten hermeneutischen Prämissen auf:
1. Jedwede mythokritische Annäherung an einen Text setzt die vorherige Annahme einer globalen Definition des Mythos voraus.
2. Der wissenschaftliche Charakter dieser Definition hängt von ihrer Anwendbarkeit innerhalb eines möglichst breiten Spektrums von mythologischen Erscheinungsformen ab.
3. Die Erstellung einer tiefgründigen und zugleich umfangreichen Typologie für jeden Mythos ist eine Garantie für Kohärenz.
4. Das Studium von primären und sekundären Quellen muss dem Verständnis des Mythos dienen, nicht umgekehrt.
5. Jede Analyse eines Mythos muss unbedingt einen interdisziplinären Charakter aufweisen.[9][10]

Aus letztgenannter Prämisse ergibt sich, dass die Mythokritik, ohne dabei die Analyse der symbolischen Vorstellungswelt außer Acht zu lassen, alle kulturellen Ausdrucksformen berührt. Diese neue Mythokritik untersucht die mythischen Darstellungen in so breitgefächerten Bereichen wie Literatur, Film, Fernsehfunk, Theater, Bildhauerei, Malerei, Videospiele, Musik, Tanz, Journalismus und in vielen anderen kulturellen und künstlerischen Ausdrucksformen:

„Die Mythokritik, ein Wissensgebiet, das sich der Untersuchung von Mythen widmet (die Mythologie beinhaltet diese wie ein Pantheon seine Skulpturen), weist ihrer Natur nach einen interdisziplinären Charakter auf: sie verknüpft Erkenntnisse aus der Literaturwissenschaft, der Literaturgeschichte, der Bildenden Kunst und mit der neuen, dem Zeitalter der Massenkommunikation eigenen Medienwelt. Des Weiteren nähert sie sich ihrem Forschungsgegenstand aus ihrer Verbindung heraus mit anderen Geistes- und Sozialwissenschaften, insbesondere mit der Soziologie, Anthropologie und den Wirtschaftswissenschaften. Auf diese Art und Weise wird der Nachweis erbracht für die Notwendigkeit einer Herangehensweise, einer Methodik, die es erlaubt, die Vielschichtigkeit des Mythos und seiner Ausdrucksformen in der Gegenwart zu verstehen.“

Die kulturelle Mythokritik hat sich als besonders geeignet erwiesen für die Analyse von Mythen in unserer Zeit, da deren Untersuchung erheblich von den vorherigen abweicht. Zahlreiche Wissenschaftler sind diesen methodologischen Prämissen gefolgt, um damit mythische Erzählungen zu untersuchen und in einer neuen Synthese darzustellen.

## Veröffentlichungen

### Bücher
- 1993: Tirso, Molière, Pouchkine, Lenau. Analyses et synthèses sur un mythe littéraire. Bearbeitet mit Pierre Brunel, Paris, Klincksieck. ISBN 2-252-02939-0.
- 1997: Bibliography of the Myth of Don Juan in Literary History, José Manuel Losada ed. Lexington (NY): Edwin Mellen. ISBN 0-7734-8450-7.
- 1999: Bibliographie critique de la littérature espagnole en France au XVIIe siècle. Présence et influence, Genf (Schweiz): Droz. ISBN 2-600-00313-4.
- 2010: Métamorphoses du roman français. Avatars d'un genre dévorateur, José Manuel Losada ed. Lovaina (Belgien): Peeters. ISBN 978-90-429-2201-3.
- 2010: Mito y mundo contemporáneo. La recepción de los mitos antiguos, medievales y modernos en la literatura contemporánea. Bari (Italien): Levante Editori. ISBN 978-88-7949-547-9.
- 2012: Myth and Subversion in the Contemporary Novel. Newcastle upon Tyne: Cambridge Scholars Publishing. Bearbeitet mit Marta Guirao. ISBN 1-4438-3746-6.
- 2013: Mito e interdisciplinariedad. Los mitos antiguos, medievales y modernos en la literatura y las artes contemporáneas. Bari (Italien): Levante Editori. Bearbeitet mit Antonella Lipscomb. ISBN 978-88-7949-623-0.
- 2014: Abordajes. Mitos y reflexiones sobre el mar. José Manuel Losada ed., Madrid: Instituto Español de Oceanografía. ISBN 978-84-95877-51-2.
- 2014: Victor Hugo et l’Espagne. L’imaginaire hispanique dans l’œuvre poétique. In collaboration with André Labertit, Paris, Honoré Champion. ISBN 978-2-7453-2698-0.
- 2015: Myths in Crisis: The Crisis of Myth. Newcastle upon Tyne: Cambridge Scholars Publishing. Bearbeitet mit Antonella Lipscomb. ISBN 978-1-4438-7814-2.
- 2015: Nuevas formas del mito, José Manuel Losada ed. Berlin: Logos Verlag. ISBN 978-3-8325-4040-1.
- 2016: Mitos de hoy. Ensayos de mitocrítica cultural, José Manuel Losada ed., Berlin, Logos Verlag. ISBN 978-3-8325-4239-9.
- 2017: Myth and Emotions, Newcastle upon Tyne: Cambridge Scholars Publishing. Bearbeitet mit Antonella Lipscomb. ISBN 978-1-5275-0011-2.
- 2019: Myth and Audiovisual Creation, Berlin: Logos Verlag. Bearbeitet mit Antonella Lipscomb. ISBN 978-3-8325-4966-4.
- 2021: Mito y ciencia ficción, Madrid: Sial Pigmalión. Bearbeitet mit Antonella Lipscomb. ISBN 978-84-18888-12-0.
- 2022: El Jardín de las Hespérides: del mito a la belleza, Madrid: Ediciones Complutense. Kurator und Herausgeber. ISBN 978-84-09-36855-6.
- 2022: Mitocrítica cultural. Una definición del mito, Madrid: Akal. ISBN 978-84-460-5267-8.

### Artikel
- 1989. Calderón de la Barca: „El laurel de Apolo“. Revista de Literatura (Madrid), 51: 485–494. ISSN 0034-849X.
- 2004: The Myth of the Fallen Angel. Its Theosophy in Scandinavian, English, and French Literature Nonfictional Romantic Prose. Expanding Borders, Steven P. Sondrup & Virgil Nemoianu eds. Amsterdam / Philadelphia (PA): John Benjamins: 433–457. doi:10.1075/chlel.xviii.34los. ISBN 90-272-3451-5.
- 2008: “Victor Hugo et le mythe de Don Juan”, Don Juans insolites, Pierre Brunel ed. París : Presses de l’Université Paris-Sorbonne: 79–86. ISBN 978-2-84050-567-9.
- 2009: “La nature mythique du Graal dans Le Conte du Graal de Chrétien de Troyes”. Cahiers de Civilisation Médiévale (Poitiers), 52,1 (2009): 3–20. ISSN 0007-9731.
- 2014: "Myth and Extraordinary Event". International Journal of Language and Literature. New York: pp. 31 – 55. Link
- 2015: “Myth and Origins: Men Want to Know”, Journal of Literature and Art Studies. New York, vol. 5, nº 10, pp. 930–945. ISSN 2159-5836 (gedrukt) ISSN 2159-5844 (online).
- 2016: “El mundo de la fantasía y el mundo del mito. Los cuentos de hadas”, Çédille, “Monografías”, 6: 69-100. ISSN 1699-4949. Link
- 2017: “El «mito» de Don Quijote (2ª parte): ¿con o sin comillas? En busca de criterios pertinentes del mito”, Cervantès, quatre siècles après: nouveaux objets, nouvelles approches, Emmanuel Marigno et al. eds., Binges (France): Éditions Orbis Tertius: 11–32. ISBN 978-2-36783-095-7.
- 2018: “Le personnage mythique”, Degrés. Revue de synthèse à orientation sémiologique (Brussels), 45: c1-c18. ISSN 0770-8378.
- 2019: “Preface: The Myth of the Eternal Return”, Journal of Comparative Literature and Aesthetics, 40.2: 7-10. ISSN 0252-8169. Link
- 2020: “Mito y antropogonía en la literatura hispanoamericana: Hombres de maíz, de Miguel Ángel Asturias”, Rassegna iberistica (Venezia), 43, 113, Giugno (2020), 41-56. e-ISSN: 2037-6588. ISSN 0392-4777. Link
- 2020: “Cultural Myth Criticism and Today’s Challenges to Myth”, Explaining, Interpreting, and Theorizing Religion and Myth: Contributions in Honor of Robert A. Segal, Nickolas B. Roubekas and Thomas Ryba (eds.), Leiden, Koninklijke Brill NV, 2020, pp. 355-370. ISBN 978-90-04-43502-5. Link